# Burfjord
Burfjord è un villaggio della Norvegia, situato nella municipalità di Kvænangen, nella contea di Troms.